# José Sette Câmara Filho
José Sette Câmara Filho (Alfenas, 14 april 1920 - Rio de Janeiro, 30 augustus 2002) was een Braziliaans rechtsgeleerde en diplomaat. Hij was ambassadeur in verschillende landen en bij de Verenigde Naties. Verder was hij rechter en vicepresident van het Internationale Gerechtshof.

## Levensloop
Sette behaalde zijn Bachelor of Laws aan de Federale Universiteit van Minas Gerais en vervolgens zijn Master of Laws in burgerlijk recht aan de McGill-universiteit in Montreal. In 1945 begon hij zijn loopbaan in diplomatieke dienst.
Van april tot december 1960 was hij gouverneur van de Braziliaanse deelstaat Guanabara. Vervolgens was hij tot 1961 als permanent vertegenwoordiger van Brazilië bij de Verenigde Naties in Genève en in 1961 kortstondig ambassadeur in Canada. Hetzelfde jaar nam hij tot 1962 het ambt over van prefect van het Federaal District van Brazilië. Van 1963 tot 1964 was hij ambassadeur in Zwitserland, van 1964 tot 1968 ambassadeur bij de Verenigde Naties en van 1972 tot 1979 ambassadeur in Tsjecho-Slowakije.
Verder leidde hij meermaals Braziliaanse delegaties bij de 	Algemene Vergadering van de Verenigde Naties en was hij in 1964 en van 1967 tot 1969 vertegenwoordiger voor zijn land bij de Veiligheidsraad van de Verenigde Naties. In 1970 werd hij tot en met 1978 opvolger van zijn overleden landgenoot Gilberto Amado als lid van de Commissie voor Internationaal Recht van de Verenigde Naties.
Voor de periode van 1979 tot 1988 werd Sette gekozen als rechter van het Internationale Gerechtshof in Den Haag. In deze periode was hij daarnaast vicepresident van het hof van 1982 tot 1985. Later werd hij door een nominatie van Libië nog eens verkozen tot ad-hocrechter aan het hof.
Verder was hij in 1984 docent aan de Haagsche Academie voor Internationaal Recht. Sinds 1977 was hij lid van het Institut de Droit International en in 1988 werd hij benoemd tot erelid van de American Society of International Law.
- Gemeinsame Normdatei: 1056707461
- International Standard Name Identifier: 0000 0000 3166 3617
- Library of Congress Control Number: n95920915
- Nationale Bibliotheek van Israël: 987007281664805171
- Nederlandse Thesaurus van Auteursnamen: 071041885
- Système universitaire de documentation: 090488288
- Virtual International Authority File: 58336912
- WorldCat: E39PBJwRMXKr4BQJc6M9Ky3mh3